# Nguyễn Văn Dõng
Nguyễn Văn Dõng (30 tháng 6 năm 1915 – 1978) là nhân viên và nhà quản lý ngân hàng Việt Nam Cộng hòa, từng giữ chức Quyền Thống đốc và là Phó Thống đốc cuối cùng của Ngân hàng Quốc gia Việt Nam.

## Tiểu sử

### Thân thế và học vấn
Nguyễn Văn Dõng sinh ngày 30 tháng 6 năm 1915 tại làng Phú Xuân Hội, tỉnh Gia Định, Nam Kỳ, Liên bang Đông Dương.
Hồi trẻ, ông được gia đình cho sang Pháp du học tại trường Hautes études commerciales de Paris và tốt nghiệp vào năm 1947. Năm 1949, ông tốt nghiệp Viện Khoa học Pháp luật và Tài chính trực thuộc Đại học Paris và đậu bằng Cử nhân Luật Đại học Paris vào năm 1950. Ông tiếp tục theo học chuyên ngành kinh tế, chính trị và chính trị học tại Đại học Paris từ năm 1951 đến năm 1952. Sau đó, ông thi đỗ lấy bằng kế toán tại Đại học Paris vào năm 1953.

### Sự nghiệp ngân hàng
Sau khi trở về nước, ông được bổ nhiệm làm Tổng Giám đốc Ngân hàng Quốc gia Việt Nam (kiêm thêm chức Tổng Kiểm tra Ngân hàng Việt Nam Thương tín) từ năm 1955 đến năm 1956. Rồi sau lên làm Tổng Kiểm tra Ngân hàng Quốc gia Việt Nam từ năm 1956 đến năm 1966. Ông trở thành Quyền Thống đốc Ngân hàng Quốc gia Việt Nam từ năm 1968 đến năm 1971 và Phó Thống đốc Ngân hàng Quốc gia Việt Nam cuối cùng từ năm 1966 đến năm 1975.

### Sau năm 1975
Sau biến cố 30 tháng 4 năm 1975, ông bị chính quyền cộng sản đưa đi học tập cải tạo và qua đời do lao động nặng nhọc tại trại giam Thanh Cẩm ở tỉnh Thanh Hóa vào năm 1978.

## Đời tư
Nguyễn Văn Dõng là người theo tín ngưỡng thờ cúng tổ tiên, đã lập gia đình, có một cậu con trai và ba cô con gái.